# Vunguta
 (septembre 2013).
Vunguta, francisé en Voungouta, est un village situé en République du Congo, dans le département du Pool, à environ 120 km de Brazzaville. La population parle Kikongo-Lari. Ce village centre possède quelques infrastructures de base : l'école primaire, le dispensaire et maintenant un système d’adduction d'eau gravitaire performant. C'est justement ce projet d'envergure qui fait de plus en plus connaître cette petite localité de 1000 âmes à travers le Congo et le monde[non neutre]. En effet, le village devient un véritable lieu touristique, ce qui est rare à l'échelle du village au Congo-Brazzaville grâce à sa borne fontaine atypique baptisée Mayala ou Sphinx de Voungouta.